# SOS Père Noël
SOS Père Noël (Santa, Jr.) est un téléfilm de Noël américain pour la jeunesse réalisé par Kevin Connor et diffusé le 30 novembre 2002 sur Hallmark Channel.

## Synopsis
En pleine distribution de cadeaux, le fils du Père Noël est arrêté par la police, qui le prend pour un cambrioleur. Une avocate décide de le défendre.

## Fiche technique
- Réalisation : Kevin Connor
- Scénario : Marc Hershon
- Société de production : Alpine Medien Productions, Larry Levinson Productions, Hallmark Entertainment

## Distribution
- George Wallace (VF : Med Hondo) : Norm Potter
- Judd Nelson : Darryl Bedford
- Lauren Holly (VF : Élisabeth Wiener) : Susan Flynn
- Nick Stabile (en) (VF : Stéphane Marais) : Chris Kringle Jr
- Ed Gale (VF : Jean-Pierre Leroux) : Stan
- Rodger Bumpass : Wally Fisk
- Diane Robin : Pietra Nero
- Jaime Gomez : Earl Hernandez
- Kimberly Scott : Mme Taylor
- Charles Robinson : Juge Wheeler